# Белвил (Пенсилванија)
Белвил (енгл. Belleville) насељено је место без административног статуса у америчкој савезној држави Пенсилванија.

## Демографија
По попису из 2010. године број становника је 1.827, што је 441 (31,8%) становника више него 2000. године.
| Група             | 2000.         | 2010.         |
| Белци             | 1.376 (99,3%) | 1.786 (97,8%) |
| Афроамериканци    | 1 (0,1%)      | 1 (0,1%)      |
| Азијати           | 2 (0,1%)      | 0 (0,0%)      |
| Хиспаноамериканци | 5 (0,4%)      | 30 (1,6%)     |
| Укупно            | 1.386         | 1.827         |